# Мирославська сільська рада
Мирославська сільська рада (до 1960 року — Голодьківська сільська рада) — колишня адміністративно-територіальна одиниця та орган місцевого самоврядування у Янушпільського, Бердичівському районів і Бердичівської міської ради Житомирської і Бердичівської округ, Вінницької й Житомирської областей Української РСР та України з адміністративним центром у с. Мирославка.

## Населені пункти
Сільській раді були підпорядковані населені пункти:
- с. Мирославка
- с. Демчин

## Населення
Кількість населення ради, станом на 1923 рік, становила 1 310 осіб, кількість дворів — 279.
Відповідно до перепису населення СРСР, станом на 17 грудня 1926 року, чисельність населення ради становила 1 426 осіб, з них, за статтю: чоловіків — 703, жінок — 723, етнічний склад: українців — 1 426. Кількість господарств — 288, з них несільського типу — 21.
Відповідно до результатів перепису населення СРСР, кількість населення ради, станом на 12 січня 1989 року, становила 1 423 особи.
Станом на 5 грудня 2001 року, відповідно до перепису населення України, кількість мешканців сільської ради становила 1 275 осіб.

### Мова
Розподіл населення за рідною мовою за даними перепису 2001 року:
| Мова       | Відсоток |
| ---------- | -------- |
| українська | 98,27 %  |
| російська  | 1,02 %   |
| білоруська | 0,08 %   |
| інші       | 0,63 %   |

## Склад ради
Рада складалася з 16 депутатів та голови.

### Керівний склад сільської ради
| ПІБ                      | Основні відомості                                                  | Дата обрання | Дата звільнення |
| ------------------------ | ------------------------------------------------------------------ | ------------ | --------------- |
| Василюк Борис Іванович   | Сільський голова , 1958 року народження, освіта, безпартійний      | 26.03.2006   | 31.10.2010      |
| Довбищук Таміла Іванівна | Сільський голова , 1961 року народження, освіта вища, позапартійна | 31.10.2010   |                 |

Примітка: таблиця складена за даними джерела

## Історія
Створена 1923 року як Голодьківська сільська рада, в с. Голодьки Озадівської волості Житомирського повіту Волинської губернії.
Станом на 1 вересня 1946 року сільська рада входила до складу Бердичівського району Житомирської області, на обліку в раді перебувало с. Голодьки.
5 серпня 1960 року, відповідно до рішення Житомирського облвиконкому № 824 «Про перейменування деяких сільських рад в районах області», сільську раду перейменовано на Мирославську внаслідок перейменування адміністративного центру на с. Мирославка. 29 травня 1967 року, відповідно до рішення Житомирського ОВК № 269 «Про віднесення сіл Лугини і Червоноармійська до категорії селищ міського типу та зміни адміністративної підпорядкованості окремих населених пунктів області», до складу ради включено с. Демчин Малосілківської сільської ради Бердичівського району.
На 1 січня 1972 року сільська рада входила до складу Бердичівського району Житомирської області, на обліку в раді перебували села Демчин та Мирославка.
13 серпня 2018 року територію та населені пункти ради включено до складу Швайківської сільської територіальної громади Бердичівського району Житомирської області.
Входила до складу Янушпільського (7.03.1923 р.) і Бердичівського (27.06.1925 р., 28.06.1939 р.) районів та Бердичівської міської ради (15.09.1930 р.).